# Hatayspor
Atakaş Hatayspor Kulübü w skrócie Hatayspor – turecki klub piłkarski, grający w TFF 1. Lig, mający siedzibę w mieście Antiochia. Sezon 19/20 zakończył na 1. miejscu drugiej ligi tureckiej, co zapewniło mu awans.

## Historia
Klub został założony w 1967 roku. W sezonie 1969/1970 klub po raz pierwszy w swojej historii awansował do drugiej ligi tureckiej i grał w niej w latach 1970–1976, 1980–1984, 1990–1992, 1993–2002. Od 2018 ponownie grał w drugiej lidze. Zwycięstwo w rozgrywkach ligowych w sezonie 19/20 zapewniło mu awans do pierwszej ligi.

## Stadion
Do 2021 roku domowe mecze klub rozgrywał na Antakya Atatürk Stadı, który znajdował się blisko centrum miasta. Latem 2021 roku zespół przeprowadził się na nowo wybudowany Yeni Hatay Stadyumu, położony na przedmieściach Antiochii.

## Skład na sezon 2019/2020
| Nr | Poz. | Piłkarz                                            |
| -- | ---- | -------------------------------------------------- |
| 1  | BR   | Ömer Alıcı                                         |
| 4  | OB   | Soner Örnek                                        |
| 6  | PO   | Kubilay Sönmez                                     |
| 7  | NA   | Hamza Gür                                          |
| 8  | PO   | Rayane Aabid                                       |
| 9  | NA   | Mirkan Aydın                                       |
| 10 | PO   | Selim Ilgaz                                        |
| 11 | PO   | Gökhan Karadeniz                                   |
| 14 | PO   | Alican Özfesli (wypożyczony z İstanbul Başakşehir) |
| 16 | OB   | Mesut Çaytemel                                     |
| 17 | PO   | Yasin Güreler                                      |
| 21 | PO   | Idir Ouali                                         |

| Nr | Poz. | Piłkarz                                                |
| -- | ---- | ------------------------------------------------------ |
| 22 | OB   | Sadi Karaduman                                         |
| 27 | OB   | Furkan Şeker                                           |
| 33 | PO   | Rahman Buğra Çağıran (wypożyczony z Yeni Malatyasporu) |
| 34 | BR   | Akın Alkan                                             |
| 41 | PO   | Joseph Akomadi                                         |
| 55 | OB   | Yusuf Abdioğlu                                         |
| 77 | NA   | Hélder Barbosa                                         |
| 88 | NA   | Dame Diop                                              |
| 90 | OB   | Strachił Popow                                         |
| 97 | BR   | Süleyman Camlica                                       |
| 99 | PO   | Caner Bağ                                              |

## Reprezentanci kraju grający w klubie
Stan na luty 2020
| - Selçuk Şahin - Barış Yardımcı - Gökhan Zan - Strachił Popow | - Jeremy Bokila - Sadio Diallo - Hélder Barbosa - Honoré Gomis |